# Kanton Romilly-sur-Seine-2
Kanton Romilly-sur-Seine-2 (fr. Canton de Romilly-sur-Seine-2) byl francouzský kanton v departementu Aube v regionu Champagne-Ardenne. Tvořila ho pouze část města Romilly-sur-Seine.